# Chrysiptera parasema
Chrysiptera parasema es una especie de peces de la familia Pomacentridae en el orden de los Perciformes.

## Morfología
Los machos pueden llegar alcanzar los 7 cm de longitud total.

## Hábitat
Es un pez de mar.

## Distribución geográfica
Se encuentran en las Islas Salomón, norte de Papúa Nueva Guinea, Filipinas e Islas Ryukyu.